# Morti nel 1970/Dicembre
| Questa pagina contiene informazioni ricavate automaticamente dalle voci biografiche con l'ausilio del template Bio e di un bot. L'aggiornamento è periodico e automatico e ricostruisce completamente la pagina. Se manca una persona in questa lista, sei pregato di non aggiungerla, ma accertati piuttosto che la sua voce biografica contenga il template Bio e che i dati anagrafici siano correttamente compilati. Se il template Bio manca, inseriscilo tu stesso o, in alternativa, metti l'avviso {{tmp\|Bio}} che ne segnala la mancanza. Se i dati riportati sono sbagliati, correggi direttamente la voce biografica; le modifiche saranno visibili in questa lista entro pochi giorni. Per chiarimenti vedi il progetto biografie. La lista contiene solo le 93 persone che sono citate nell'enciclopedia e per le quali è stato implementato correttamente il template Bio. Pagina aggiornata al 3 mar 2024. |

- 1º dicembre - Ceclava Czapska (n. 1899)
- 1º dicembre - Angelo Meli, presbitero, storico e scrittore italiano (n. 1901)
- 1º dicembre - William "Rip" Robertson, agente segreto statunitense (n. 1920)
- 2 dicembre - Pat Flaherty, attore statunitense (n. 1897)
- 2 dicembre - Giuseppe Varetto, dirigente sportivo, arbitro di calcio e calciatore italiano (n. 1883)
- 3 dicembre - Enrico Guicciardi, giurista e avvocato italiano (n. 1909)
- 4 dicembre - Antanas Impulevičius, militare lituano (n. 1907)
- 4 dicembre - Casimiro Piccolo, pittore italiano (n. 1894)
- 4 dicembre - Augusto Rangone, allenatore di calcio, dirigente sportivo e giornalista italiano (n. 1885)
- 4 dicembre - Henri Rolland, storico, numismatico e archeologo francese (n. 1887)
- 5 dicembre - Heinz Auerswald, avvocato tedesco (n. 1908)
- 5 dicembre - Mario Gori, poeta e scrittore italiano (n. 1926)
- 5 dicembre - Luigi Sacco, crittanalista e generale italiano (n. 1883)
- 6 dicembre - Leandro Faggin, pistard e ciclista su strada italiano (n. 1933)
- 6 dicembre - Thomas S. Power, generale statunitense (n. 1905)
- 7 dicembre - Romaine Brooks, pittrice statunitense (n. 1874)
- 7 dicembre - Emile Girardeau, scienziato francese (n. 1882)
- 7 dicembre - Rube Goldberg, fumettista statunitense (n. 1883)
- 8 dicembre - Arturo Bucciardi, allenatore di calcio cileno (n. 1914)
- 8 dicembre - Gilberto Crepax, violoncellista italiano (n. 1890)
- 8 dicembre - Benno Walter Gut, cardinale svizzero (n. 1897)
- 8 dicembre - Christopher Ingold, chimico britannico (n. 1893)
- 8 dicembre - Arthur Ewart Popham, storico dell'arte inglese (n. 1889)
- 9 dicembre - Arnaldo Calzolari, calciatore e allenatore di calcio italiano (n. 1906)
- 9 dicembre - Feroz Khan Noon, politico pakistano (n. 1893)
- 9 dicembre - Artëm Ivanovič Mikojan, ingegnere, imprenditore e politico sovietico (n. 1905)
- 9 dicembre - Bernardo Rogora, ciclista su strada e ciclocrossista italiano (n. 1911)
- 10 dicembre - Guido Grandi, entomologo italiano (n. 1886)
- 10 dicembre - Franco Sportelli, attore italiano (n. 1908)
- 10 dicembre - Willem van de Poll, fotografo olandese (n. 1895)
- 11 dicembre - Bartolomeo Aymo, ciclista su strada italiano (n. 1889)
- 11 dicembre - George Gray, ostacolista britannico (n. 1887)
- 11 dicembre - Luciano Limena, calciatore italiano (n. 1948)
- 11 dicembre - Abrahão De Moraes, astronomo e matematico brasiliano (n. 1917)
- 12 dicembre - Natan Isaevič Al'tman, pittore e scultore russo (n. 1889)
- 12 dicembre - Carolyn Craig, attrice statunitense (n. 1934)
- 12 dicembre - Emanuele Garda, ciclista su strada italiano (n. 1890)
- 12 dicembre - Louis Zimmer, astronomo e orologiaio belga (n. 1888)
- 13 dicembre - Heinrich Maria Davringhausen, pittore tedesco (n. 1894)
- 14 dicembre - Giovanni Cimara, attore italiano (n. 1889)
- 14 dicembre - Earl Eby, mezzofondista statunitense (n. 1894)
- 14 dicembre - Franz Schlegelberger, politico tedesco (n. 1876)
- 14 dicembre - Elmer Schoebel, pianista, compositore e arrangiatore statunitense (n. 1896)
- 14 dicembre - William Slim, generale britannico (n. 1891)
- 14 dicembre - Edoardo Weiss, psichiatra e psicoanalista italiano (n. 1889)
- 15 dicembre - Sylvie Jung Henrotin, tennista francese (n. 1904)
- 15 dicembre - Arnold Landvoigt, rugbista a 15 tedesco (n. 1879)
- 15 dicembre - Ernest Marsden, fisico neozelandese (n. 1889)
- 15 dicembre - Paul Wyatt, nuotatore statunitense (n. 1907)
- 16 dicembre - Victor André Laurent Eynac, politico francese (n. 1886)
- 16 dicembre - Oscar Lewis, antropologo statunitense (n. 1914)
- 16 dicembre - Friedrich Pollock, sociologo e filosofo tedesco (n. 1894)
- 16 dicembre - Cyril Wilkinson, hockeista su prato britannico (n. 1884)
- 17 dicembre - Salvatore Andreola, fotografo italiano (n. 1890)
- 17 dicembre - Oswald Turnbull, tennista britannico (n. 1890)
- 17 dicembre - Oliver Waterman Larkin, storico statunitense (n. 1896)
- 17 dicembre - Boris Ivanovič Čeranovskij, ingegnere sovietico (n. 1896)
- 19 dicembre - Vittorio Bodini, ispanista, traduttore e poeta italiano (n. 1914)
- 19 dicembre - Aristide Merloni, imprenditore e politico italiano (n. 1897)
- 19 dicembre - Giulia Recli, compositrice e saggista italiana (n. 1884)
- 19 dicembre - Anna Riwkin-Brick, fotografa svedese (n. 1908)
- 19 dicembre - Eugenio Treves, scrittore e lessicografo italiano (n. 1888)
- 20 dicembre - Asbjørn Andersen, calciatore norvegese (n. 1922)
- 20 dicembre - Vinzenz Bronzin, matematico italiano (n. 1872)
- 20 dicembre - Gyula Halasy, tiratore a volo ungherese (n. 1891)
- 20 dicembre - Luigi Narduzzi, schermidore italiano (n. 1932)
- 21 dicembre - Elyesa Bazna, agente segreto albanese (n. 1904)
- 23 dicembre - Giuseppe Frignani, banchiere, dirigente d'azienda e politico italiano (n. 1892)
- 23 dicembre - Charles Ruggles, attore statunitense (n. 1886)
- 24 dicembre - Mario Andreini, cantastorie italiano (n. 1901)
- 24 dicembre - Otto Cordes, pallanuotista tedesco (n. 1905)
- 24 dicembre - Tom Farquharson, calciatore irlandese (n. 1899)
- 24 dicembre - Gustaf Malmström, lottatore svedese (n. 1884)
- 24 dicembre - Nikolaj Michajlovič Švernik, politico sovietico (n. 1888)
- 25 dicembre - Ludovico Bidoglio, calciatore argentino (n. 1900)
- 25 dicembre - Cesare Genovesi, avvocato e politico italiano (n. 1879)
- 25 dicembre - Naum Michajlovič Trachtenberg, regista sovietico (n. 1909)
- 26 dicembre - Lillian Board, velocista e mezzofondista britannica (n. 1948)
- 28 dicembre - Arthur Ashley, attore, regista e sceneggiatore statunitense (n. 1886)
- 28 dicembre - Lee Barnes, astista statunitense (n. 1906)
- 28 dicembre - Luis Gonzaga Llanza y Bobadilla, nobile e politico spagnolo (n. 1884)
- 28 dicembre - Brutus Hamilton, multiplista statunitense (n. 1900)
- 28 dicembre - Paul Kühnle, calciatore tedesco (n. 1885)
- 29 dicembre - Adalberto di Baviera, storico, scrittore e ambasciatore tedesco (n. 1886)
- 29 dicembre - William King Gregory, zoologo statunitense (n. 1876)
- 29 dicembre - Marie Menken, regista e pittrice statunitense (n. 1909)
- 29 dicembre - Arthur Nordenswan, tiratore a segno e militare svedese (n. 1883)
- 30 dicembre - Franco Giavara, calciatore e allenatore di calcio italiano (n. 1933)
- 30 dicembre - Sonny Liston, pugile statunitense (n. 1932)
- 30 dicembre - Arsenio Rodríguez, musicista e compositore cubano (n. 1911)
- 30 dicembre - Göte Turesson, botanico svedese (n. 1892)
- 30 dicembre - Lenore Ulric, attrice statunitense (n. 1894)
- 31 dicembre - Michael Balint, psicoanalista ungherese (n. 1896)